# District de Pillpinto
Le district de Pillpinto est l’un des dix-huit districts de la province de Paruro située dans le département de Cusco au Pérou.